# Aculops haloragis
Aculops haloragis är en spindeldjursart som först beskrevs av Lamb 1953.  Aculops haloragis ingår i släktet Aculops och familjen Eriophyidae. Inga underarter finns listade i Catalogue of Life.